# Henri-Marie Dondra
Henri-Marie Dondra, né le 14 août 1966 à Bangui, est un homme d'État centrafricain, Premier ministre du 11 juin 2021 au 7 février 2022.
Il est le fondateur et le président du parti politique Unité républicaine (UNIR).

## Biographie
Henri-Marie Dondra est né le 14 août 1966 à Kinshasa (République Démocratique du Congo). Après l'obtention de son baccalauréat, il a poursuit ses études universitaires en droit à l'université de Bangui, où il a obtenu sa licence, avant d'opter pour la banque-finance où il a décroché son Master 2
Il est ministre des Finances et du Budget à partir de 2016.
Il a travaillé au sein du Fonds Africain de Garantie et de Coopération Economique(FAGACE) de 1997 à 2016 et où occupé plusieurs postes Responsabilités.
Dondra est nommé Premier ministre le 11 juin 2021, prenant la suite de Firmin Ngrebada qui était en poste depuis 2019. Cette nomination fait suite à la signature d'un accord de paix entre les autorités et les groupes armés.
Henri Marie Dondra est un passionné de la musique, un promoteur culturel. C'est un Auteur, compositeur et Guitariste.
En mars 2025, deux de ses frères sont emprisonnés, accusés d'avoir voulu empoisonner le président Faustin-Archange Touadéra,
Le 17 mai 2025, Henri-Marie Dondra est investi candidat à l'élection présidentielle de 2025 (en), par son parti politique, Unité républicaine (UNIR).

## Distinctions
- 2017 : grand officier dans l'ordre du Mérite communautaire de la Cemac